# François V de Modène
François V est né à Modène le 1er juin 1819 et mort à Vienne le 20 novembre 1875. Fils aîné du duc François IV et de son épouse Marie-Béatrice de Savoie, il est le dernier souverain du duché de Modène de 1846 jusqu'à l'annexion italienne en 1859.

## Biographie
À sa naissance le prince François fut titré prince héréditaire de Modène par son père le duc François IV qui avait épousé Marie-Béatrice de Savoie. Il appartenait à la Maison de Habsbourg-Este et de fait un relais fidèle de la politique autrichienne en Italie.
Le 30 mars 1842 à Munich, le prince François épousa la princesse Aldegonde de Bavière (1823-1914), fille du roi Louis Ier de Bavière et de Thérèse de Saxe-Hildburghausen. Ils eurent un seul enfant, la princesse Anne-Béatrice de Modène (1848-1849).
Le 21 janvier 1846, à la mort de son père le duc François IV, le prince François devint duc souverain de Modène sous le nom de François V.
Peu après ses deux sœurs se marièrent à leur tour : Marie-Thérèse épousa le comte de Chambord, prétendant au trône de France et Marie-Béatrice le comte de Montizón, frère du prétendant au trône d'Espagne. En effet, le duc de Modène était le seul souverain à n'avoir pas reconnu la monarchie de Juillet et menait une politique ultra-conservatrice.
En 1859 le duché de Modène et Reggio fut envahi par les armées du roi Victor-Emmanuel II de Sardaigne, dans le cadre de l'unification italienne ce qui força François V à partir en exil en Autriche le 14 juin 1859. En novembre 1859, un plébiscite rattacha le duché de Modène au royaume de Sardaigne, puis en 1860 au royaume d'Italie. Par une déclaration du 22 mars 1860, François V protesta solennellement contre cette « agression ».
François fut le témoin du mariage de son neveu, Charles de Bourbon avec la princesse Marguerite de Parme, à Frohsdorf, en 1867.
Il était également par sa mère l'héritier direct des prétendants jacobites au trône britannique, prétention devenue anecdotique en cette deuxième moitié de XIXe siècle. Ses droits passèrent par sa nièce Marie-Thérèse de Modène à la maison de Wittelsbach qui régna jusqu'en 1918 sur la Bavière.
Comme la plupart des Habsbourg, François V est inhumé à Vienne dans la crypte du couvent des Capucins.